# Marek Batkiewicz
Marek Rafał Batkiewicz (ur. 14 sierpnia 1969 w Nowym Targu) – polski hokeista, reprezentant Polski, olimpijczyk, trener. Działacz sportowy i samorządowy. 

## Kariera zawodnicza
- Podhale Nowy Targ (1986–1997)
- Cracovia (1997–1999)
- KTH Krynica (1999–2000)
- GKS Katowice (2000–2004)
- Podhale Nowy Targ (2004–2005)
- KTH Krynica (2005–2007)
- Podhale Nowy Targ (2007)[1]
- GKS Katowice (2008)

Wychowanek i wieloletni zawodnik Podhala Nowy Targ. W reprezentacji Polski rozegrał 66 meczów. Wystąpił na zimowych igrzyskach olimpijskich w Albertville w 1992 oraz sześciokrotnie na mistrzostwach świata: w 1992 (grupa A), 1993, 1994, 1995, 1996, 1997 (grupa B). Podczas tych turniejów rozegrał 31 spotkań.
W trakcie kariery zyskał pseudonim Śliwa.

## Sukcesy
Klubowe
- Złoty medal mistrzostw Polski (7 razy) 1987, 1993, 1994, 1995, 1996, 1997, 2007 z Podhalem
- Srebrny medal mistrzostw Polski (4 razy): 1990 z Podhalem, 2001, 2002, 2003 z GKS Katowice
- Brązowy medal mistrzostw Polski (3 razy): 1989, 1991, 1992 z Podhalem, 2000 z KTH Krynica
- Puchar Polski (1 raz): 2005 z Podhalem

Indywidualne
- Mistrzostwa świata Grupy B w 1993:
  - Najlepszy bramkarz turnieju
  - Najlepszy zawodnik reprezentacji
- Mistrzostwa świata Grupy B w 1993:
  - Najlepszy zawodnik reprezentacji
- Złoty Kij za sezon 1993/1994

## Inna działalność
W lipcu 2008 został dyrektorem sportowym Podhala Nowy Targ. Od lipca 2011 trener bramkarzy reprezentacji Polski.
Po zakończeniu czynnej kariery zawodniczej zawodnik TS Old Boys Podhale. Od 2012 przewodniczący Komisji ds. oldboyów w PZHL.
W wyborach samorządowych 2010 startował do Rady Miasta Nowy Targ z listy Platformy Obywatelskiej. Uzyskał 242 głosów i zdobył mandat rady miasta. W lipcu 2012 (wraz z Jackiem Kubowiczem, także byłym hokeistą) opuścił klub radnych PO. W wyborach samorządowych 2014 bez powodzenia startował do rady miasta Nowy Targ.
Pełnił funkcję trenera bramkarzy reprezentacji Polski do lat 18 na turnieju mistrzostw świata juniorów do lat 18 2013 (Dywizja I Grupa B) i reprezentacji Polski do lat 20 na mistrzostwach świata juniorów do lat 20 2013 (Dywizja I Grupa B), 2014 (Dywizja I Grupa A), 2015 (Dywizja I Grupa A).
Został zastępcą dyrektora ds. sportowych NLO SMS PZHL Sosnowiec i trenerem w szkole. W sezonie I ligi 2016/2017 asystent trenera SMS U18 Sosnowiec. Na sezon 2019/2020 został trenerem bramkarzy reprezentacji Polski juniorów do lat 16. Został potwierdzony na tym stanowisku na sezon 2020/2021.
Został radnym Rady Miasta Nowego Targu.
Przez dziewięć lat pracował w Szkole Mistrzostwa Sportowego, a w połowie października 2021 został ogłoszony trenerem bramkarzy Podhala Nowy Targ. W czerwcu 2024 został dyrektorem sportowym MMKS Podhale. Jesienią 2024 objął stanowisko I trenera Podhala.